# Zdenka Žebre
Zdenka Žebre, slovenska pisateljica in ljubiteljica Afrike, * 15. november 1920, Ljubljana, † 2011.

## Življenje
Pisateljica Zdenka Žebre izhaja iz ljubljanske meščanske družine s tremi otroki. Starša sta bila velika ljubitelja knjig. S petimi leti je začela brati in pisati in takrat so nastale prve pesmice. Obiskovala je gimnazijo, kjer je v prvem letniku za profesorico dobila Marjo Boršnikovo, ki jo je spodbujala pri dramski igri. Zdenka si je najprej želela študirati arheologijo (nameravala je oditi v London), vendar ji je to preprečil negotov politični položaj. Vpisala se je na pravo, ki pa ga zaradi vojne ni končala.
V Afriko je prvič odšla leta 1963 in tam je živela z možem več kot deset let. Obiskala je Etiopijo, Eritrejo in Gano. Na črni celini je začela pisati; šest let je raziskovala in pisala obsežni roman Okomfu Anoči.

## Delo
Navdih za pisanje je našla v Afriki, knjige pa je izdala v Sloveniji, po vrnitvi domov. Sprva je pisala otroška dela, kasneje pa se je posvetila svoji veliki ljubezni - Afriki. Napisala je prvi roman o Afriki Okomfu Anoči, ki so ga nekateri uvrstili med klasične evropske romane, čeprav govori o neevropski kulturi. Presenetila je tudi z zgodbo, romanom Kamen na srcu, za katerega je dobila priznanje. Napisala pa je tudi roman Se spominjaš Afrike.
Izdala je tri otroške knjige, ki jih je posvetila svojima vnukoma, Petri in Jerneju. Prvo mladinsko delo je bila kratka proza z naslovom Jernejček v daljni deželi (ena najljubših knjig bralcev tretjega razreda osnovne šole), Petra in gazela Frčela ter V čudežni svet in nazaj. 

### Mladinska dela
- Jernejček v daljni deželi, Mladinska knjiga, Ljubljana, 1979 (COBISS)
- 1987, Petra in gazela Frčela
- 1997, V čudežni svet in nazaj

### Dela za odrasle
- 1996, Kamen na srcu
- 1982, Okomfu Anoči
- 2003, Se spominjaš Afrike